# Panel du travail
Le panel du travail (anglais : Labour Panel, irlandais : An Rolla Oibreachais) est l'un des cinq panels professionnels utilisés pour élire les membres du Seanad Éireann, la chambre haute du parlement (Oireachtas) de l’Irlande. Ces cinq panels élisent 43 des 60 membres du Seanad Éireann. Le panel du travail est composé de onze sénateurs, dont au moins quatre parmi les candidats des membres de l'Oireachtas et au moins quatre autres parmi les candidats des organismes de nomination.

## Sénateurs
Note : Les colonnes de ce tableau sont utilisées uniquement à des fins de présentation. Aucune importance ne doit être attachée à l'ordre des colonnes.

## Liste des organismes de nomination
- Irish Conference of Professional and Service Associations
- Irish Congress of Trade Unions

### Sources
- (en) Cet article est partiellement ou en totalité issu de l’article de Wikipédia en anglais intitulé « Labour Panel » (voir la liste des auteurs).
- Site web du Seanad Éireann, le sénat irlandais